# حجلان التلال
حجلان التلال (الإسم العلمي:Arborophila)، هو جنس من الطيور يتبع أسرة الحجلاوات ضمن فصيلة التدرجية. تستوطن أنواعه جنوب وشرق آسيا، الكثير من أنواعه مهدد بالانقراض بسبب ممارسات الصيد.

## الأنواع
يضم هذا الجنس عدة أنواع:
- حجل التل (Arborophila torqueola)
- حجل سيتشوان (Arborophila rufipectus)
- حجل كستنائي الصدر (Arborophila mandellii)
- حجل أبيض العنق (Arborophila gingica)
- حجل أصهب الحنجرة (Arborophila rufogularis)
- حجل أبيض الخدين (Arborophila atrogularis)
- حجل تايواني (Arborophila crudigularis)
- حجل هاينان (Arborophila ardens)
- حجل كستنائي البطن (Arborophila javanica)
- حجل رمادي الصدر (Arborophila orientalis)
- حجل سومطري (Arborophila sumatrana)
- حجل ماليزي (Arborophila campbelli)
- حجل رولز (Arborophila rolli)
- حجل شريطي الظهر (Arborophila brunneopectus)
- حجل برتقالي العنق (Arborophila davidi)
- حجل كستنائي الرأس (Arborophila cambodiana)
- حجل أحمر الصدر (Arborophila hyperythra)
- حجل أحمر المنقار (Arborophila rubrirostris)
- حجل أخضر الساقين (Arborophila chloropus)
- حجل فيتنامي (Arborophila merlini)
- حجل كستنائي العنق (Arborophila charltonii)